# IGoogle
iGoogle是Google提供的一項服務，於2005年推出。该服务讓使用者按照个人的喜好方便地定制和整合不同来源的信息，使之成为个性化的门户。
本服務的实现是主要借鉴了门户（Portal）与门户块（Portlet）思想：一个完整的门户页面由用户定制的门户块构成。用户通过造訪一个聚合了不同信息来源的门户页面，避免了多次造訪的麻烦；个性化的定制选择，为用户提供按需实现的“一站式”服务。

## 主要的门户块
- Google日历
- GMail
- Google书签
- Google笔记本
- iGoogle

## 終止服務
2012年7月4日，谷歌宣布将关闭iGoogle个性化主页、Talk Chatback、Google Mini、Google Video、Symbian Search等五款产品。鉴于iGoogle用户群庞大，谷歌表示2012年7月31日先關閉iGoogle行動版、2013年11月1日关闭iGoogle電腦網頁版。